# Lukas Kübler
Lukas Kübler (* 30. August 1992 in Bonn) ist ein deutscher Fußballspieler. Der Abwehrspieler steht seit Juni 2015 beim SC Freiburg unter Vertrag.

## Karriere

### Im Verein
Kübler begann das Fußballspielen im Alter von vermutlich drei Jahren bei den Bambinis des VfR Hangelar in Sankt Augustin. Später durchlief er die Jugendabteilung des 1. FC Köln, bevor er mit 15 Jahren aufgrund zu geringer Körpergröße den Verein verlassen musste. Daraufhin schloss er sich den Sportfreunden Troisdorf an, und zog nach einem Jahr weiter zum Bonner SC, bei dem er sowohl in der Herren- als auch in der Jugendmannschaft spielte. Mit den Bonner A-Junioren wurde er Mittelrheinmeister 2010 und Pokalsieger 2011. 2011 ging er zurück zum 1. FC Köln. Dort wurde er vornehmlich in der zweiten Mannschaft eingesetzt. Er stand jedoch auch oft im Kader der ersten Mannschaft. Am 27. August 2012 debütierte er in der 2. Bundesliga im Spiel gegen den FC Erzgebirge Aue.
Zur Saison 2013/14 wechselte Kübler innerhalb der 2. Bundesliga zum SV Sandhausen. Er unterschrieb einen Vertrag über zwei Spielzeiten bis zum 30. Juni 2015. Sein Debüt für die Sandhäuser gab er am 13. Dezember 2013 (18. Spieltag), als er beim 0:0 gegen den VfR Aalen in der 54. Spielminute für Matthias Zimmermann eingewechselt wurde. Während Kübler in seiner ersten Saison verletzungsbedingt nur wenig zum Einsatz kam errang er in der Saison 2014/15 einen Stammplatz als rechter Verteidiger und hatte maßgeblichen Anteil am Klassenerhalt.
Zur Saison 2015/16 wechselte Kübler erneut innerhalb der 2. Bundesliga ablösefrei zum SC Freiburg. Verletzungsbedingt kam er in seiner ersten Saison dort jedoch zu keinem Pflichtspiel-Einsatz.
Zur Saison 2016/17 hat Kübler nach über 10 Monaten seine Knieprobleme überstanden und konnte wieder am Mannschaftstraining der ersten Mannschaft teilnehmen. Daraufhin folgten mehrere Spiele in der zweiten Mannschaft des SC Freiburg um Spielpraxis zu erlangen. Am 3. Dezember 2016 feierte Kübler nun sein Bundesliga-Debüt in der Startelf und wurde in der 72. Minute ausgewechselt. Das Spiel zwischen Bayer 04 Leverkusen und dem SC Freiburg endete letztendlich 1:1.

### Nationalmannschaft
Im September 2012 stand Kübler im Kader der deutschen U20-Nationalmannschaft, kam jedoch nicht zum Einsatz.

## Erfolge
- Aufstieg in die 1. Bundesliga 2016 mit SC Freiburg